# Râul Carpenul, Talna Mică
Râul Carpenul este un curs de apă, un afluent de stânga al Râului Talna Mică din județul Satu Mare, România. 

## Hărți
- Harta județului Satu Mare